# ローリー級ドック型輸送揚陸艦
ローリー級ドック型輸送揚陸艦（ローリーきゅうドックがたゆそうようりくかん、英語: Raleigh-class amphibious transport dock）は、アメリカ海軍が運用していたドック型輸送揚陸艦（LPD）の艦級。基本計画番号はSCB-187（3番艦はSCB-187A）。
ドック型揚陸艦（LSD）をもとに、揚陸輸送艦 (LPA) と貨物揚陸艦（LKA）の機能を統合したものであり、1隻で自己完結した上陸戦機能を得た初の艦種であることから、強襲揚陸艦の元祖とされている。

## 来歴
第二次世界大戦後のヘリコプターの発達を受けて、アメリカ軍ではこれらを水陸両用作戦に投入するためのヘリコプター揚陸艦の計画に着手した。まず1955年、実験的に護衛空母「セティス・ベイ」が強襲ヘリコプター母艦に改装されるとともに、より本格的なヘリコプター揚陸艦として、エセックス級航空母艦からの改造（ボクサー級）および新規設計艦（イオー・ジマ級）の取得が計画された。
しかしこれらのヘリコプター揚陸艦（LPH）は上陸用舟艇の運用能力を持たないため、重装備の揚陸能力に欠けるという問題があった。アメリカ海兵隊は、舟艇とヘリコプターの両方を運用できる艦を求めていたが、当時の情勢では、両方を本格的に運用できる艦の建造は高コストであると考えられていた。このことから、1956年ごろより、LPHと並行して、舟艇運用能力に重点を置いた新艦種としてドック型輸送揚陸艦（LPD）を整備する計画が着手された。1959年度計画より、その初の艦級として建造されはじめたのが本級である。

## 設計
当初はかなり大型の艦として計画されていたが、予算上の制約から、1952年度計画より建造されていたLSDであるトーマストン級を元に発展させた設計が採用された。主機関は基本的に同構成で、出力も同一だが、トーマストン級ではゼネラル・エレクトリック社製であったのに対して、本級ではド・ラヴァル社製とされていた。ボイラーの蒸気性状は圧力40.8 kgf/cm2 (580 lbf/in2)、温度467℃であった。
ウェルドックは長さ51.2メートル×幅15.2メートルとされた。これは船体全長の32パーセントを占める程度であり、原型となったトーマストン級では長さ120メートル×幅14.6メートルと、船体全長の77パーセントを占めていたのと比べると、大幅にドック容積が削減されたことになる。その分、ドック前方には2層の車両甲板が追加されており、車両の搭載スペースは1,160 m2に増加した。重量2,500トンないし体積4,955 m3を搭載可能とされている。また、削減されたとはいえ、ドックにはLCM(6)型9隻、またはLCM(6)型3隻とLCU 1隻を収容可能であった。また、後に登場したLCAC-1級エア・クッション型揚陸艇も、1隻の収容に対応している。
上記の経緯より、本級はLSDよりも優れた航空運用能力が要請されており、ドック上には固定式のヘリコプター甲板が設けられた。また当初計画ではハンガーの設置も検討されていたが、艦型の縮小に伴ってこれは断念された。ただし、一部の艦では、後に入れ子式ハンガーが設置されている。
なお、1960年度計画で建造された3番艦は、指揮・統制能力を強化した旗艦型とされており、基本計画番号もSCB-187Aに変更されていた。このことから、1972年には艦隊旗艦としてAGF-3に艦種変更されている。

## 同型艦
| 艦番号       | 艦名                       | 建造所                 | 起工            | 進水           | 就役           | 退役            | 備考                                                                                  |
| ------------ | -------------------------- | ---------------------- | --------------- | -------------- | -------------- | --------------- | ------------------------------------------------------------------------------------- |
| LPD-1        | ローリー USS Raleigh       | ニューヨーク海軍造船所 | 1960年 6月23日  | 1962年 3月17日 | 1962年 9月8日  | 1991年 12月13日 |                                                                                       |
| LPD-2        | バンクーバー USS Vancouver | ニューヨーク海軍造船所 | 1960年 11月19日 | 1962年 9月15日 | 1963年 5月11日 | 1992年 3月31日  |                                                                                       |
| LPD-3 →AGF-3 | ラ・サール USS LaSalle     | ニューヨーク海軍造船所 | 1962年 4月2日   | 1963年 8月3日  | 1964年 2月22日 | 2005年 5月27日  | 1972年に指揮艦（AGF-3）に艦種変更 2007年4月11日、大西洋艦隊の実弾演習の標的となり沈没 |

## 登場作品

### ゲーム
『エースコンバット5 ジ・アンサング・ウォー』
オーシア国防海軍の通信情報艦「アンドロメダ」として登場。